# زوسترا تاسمانی
زوسترا تاسمانی (نام علمی: Zostera tasmanica) نام یک گونه از سرده نواری است.